# 赵国华
赵国华（1945年5月—2014年12月11日），江苏省宜兴县人，中华人民共和国政治人物。
早年考入解放军南京炮兵工程学院、南京华东工程学院。后供职于国营五〇二七厂，直至总工程师。1989年3月后，任中国兵器工业总公司西南兵工局规划处处长、车辆处处长、办公室主任、副局长。1993年11月，任中国兵器工业总公司微车局局长，西南兵工局副局长、局长兼党委书记，曾兼任中国长安汽车公司、嘉陵集团公司董事长。1999年6月，任中国兵器装备集团副总经理。2001年9月任国有重点大型企业监事会主席。2014年去世。